# Флаг Таштыпского района
Флаг муниципального образования Ташты́пский район Республики Хакасия Российской Федерации — опознавательно-правовой знак, служащий официальным символом муниципального образования.
Флаг утверждён 5 февраля 2009 года и внесён в Государственный геральдический регистр Российской Федерации с присвоением регистрационного номера 4720.

## Описание
«Прямоугольное красное полотнище с отношением ширины к длине 2:3, с зелёной полосой вдоль верхнего края шириной 1/6 ширины полотнища, несущее фигуры из герба района выполненные жёлтыми и голубыми цветами».
Фигуры из герба района представляют собой: «…лазоревый шар с дважды просечённой злато-лазорево-золотой каймой, обременённый обращённой влево золотой кедровой веткой с тремя шишками; кайма шара дополнена выходящими в косвенный крест четырьмя малыми золотыми остриями; внизу шар сопровождён золотыми, расходящимися в стороны стеблями богородской травы (ирбен от)».

## Обоснование символики
Таштыпский район с центром в селе Таштып (старейшее поселение Хакасии, 1768 год) — уникальная кладовая полезных ископаемых. В недрах района обнаружены запасы железа, золота, кобальта, никеля и др. Есть предпосылки и к залеганию в долинах района большой нефти. Местное население издавна занималось добычей золота и железной руды.
Район богат лесом, более 60 % территории района занимает тёмно-хвойная тайга, в основном это кедрачи.
Район славится пресной чистой водой. Реки и горные озера питаются в основном подземными и талыми водами снегов и ледников. Самая крупная река района — река Абакан, один из её важнейших притоков — Таштып, давший название селу и району. В переводе с хакасского — «таш» — «камень», «туп» — «низ, дно», то есть река с «каменистым дном». На территории района расположено большое количество больших и малых озёр, самое известное из которых Чёрное озеро.
Все эти особенности района раскрыты на флаге поселения языком символов и аллегорий.
Круглый шар с выступающими острыми углами (солярный знак Вселенной), аналогичный такому же знаку из герба и флага Республики Хакасия, символизирует полезные ископаемые (уголь, железо, золото) и всю окружающую природу, а также подчёркивает территориальную принадлежность Республике Хакасия. Своими очертаниями этот знак отдалённо напоминает звезду «Розу ветров» — символ первооткрывателей и путешественников. В последнее время благодаря заповедникам «Малый Абакан» и «заимка Лыковых» к району повышается интерес со стороны туристов.
Лазурное наполнение шара — символ обилия родников, ручейков, рек и озёр Таштыпского района.
Узор из веток богородской травы — аллегория прекрасных горных пастбищ, символ прекрасной флоры района, аллегория национального хакасского узора. В Республике давно существует праздник Ирбен Чулчан Улукун — праздник заготовки богородской травы, которая у хакасов считалась самым первым лечебным средством и защитой от злых духов.
Символика кедровой ветви с шишками многозначна:
— символ богатства местных кедрачей, дающих не только пропитание (кедровые орешки), но и поставляющие сырьё для медицинской промышленности;
— символ вечности (кедр, как все хвойные деревья относится к вечнозелёным растениям), величия, красоты и стройности (подобной кипарису);
— символ силы, несокрушимости, благовония.
Красный цвет — символ мужества, жизнеутверждающей силы и красоты, праздника, труда.
Зелёный цвет символизирует весну, здоровье, природу, надежду.
Жёлтый цвет (золото) — символ высшей ценности, величия, великодушия, богатства, урожая.
Голубой цвет (лазурь) — символ возвышенных устремлений, искренности, преданности, возрождения.